# Хорошилов, Семён Иванович
Семён Ива́нович Хороши́лов (1915—1980) — майор Советской Армии, участник Великой Отечественной войны, Герой Советского Союза (1945).

## Биография
Родился 20 июля 1915 года в селе Островки (ныне — Аннинский район Воронежской области). После окончания неполной средней школы работал на строительстве дорог. В 1937 году был призван на службу в Рабоче-крестьянскую Красную Армию. Участвовал в польском походе.
С начала Великой Отечественной войны — на её фронтах. В 1943 году окончил курсы усовершенствования командного состава.
К январю 1945 года капитан С. Хорошилов командовал батальоном 446-го стрелкового полка 397-й стрелковой дивизии 61-й армии 1-го Белорусского фронта. Отличился во время освобождения Польши. 14 января — 7 февраля 1945 года его батальон успешно прорвал немецкую оборону к югу от Варшавы и переправился через реку Кюддов (ныне — Гвда), после чего штурмом взял населённый пункт Рушендорф.
Указом Президиума Верховного Совета СССР от 27 февраля 1945 года капитан Семён Хорошилов был удостоен звания Героя Советского Союза с вручением ордена Ленина и медали «Золотая Звезда».
В 1946 году окончил курсы усовершенствования офицерского состава. В 1948 году в звании майора был уволен в запас. Проживал на родине, находился на партийных и хозяйственных должностях. Скончался 21 мая 1980 года.
Был награждён двумя орденами Ленина, орденами Красного Знамени и Отечественной войны 2-й степени, рядом медалей.